# Arroyo Salado (vattendrag i Spanien, Andalusien, Provincia de Jaén, lat 38,03, long -4,18)
Arroyo Salado är ett vattendrag i Spanien.   Det ligger i provinsen Provincia de Jaén och regionen Andalusien, i den centrala delen av landet, 270 km söder om huvudstaden Madrid.